# Euagra delectans
Euagra delectans là một loài bướm đêm thuộc phân họ Arctiinae, họ Erebidae.